# Aerogenerador

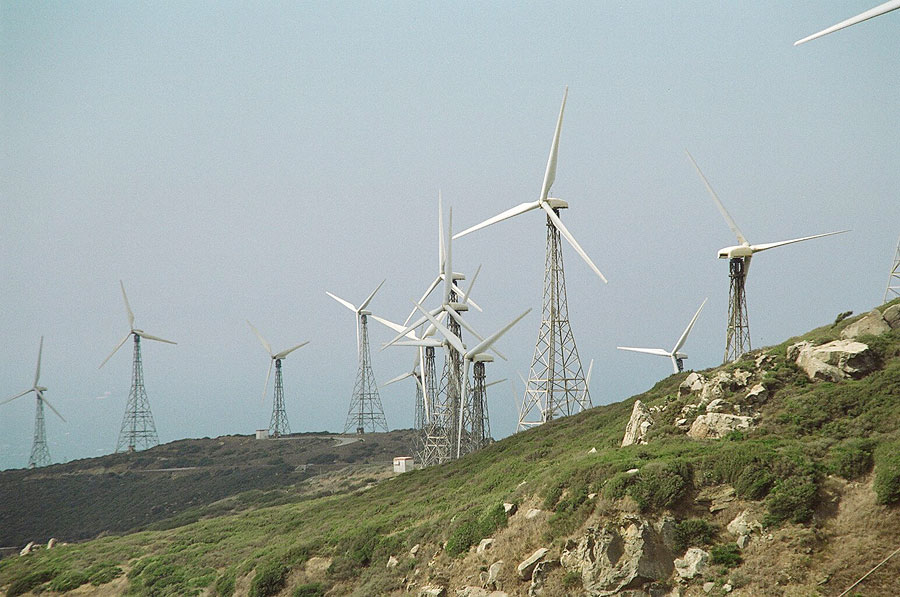
Parc d'aerogeneradors a Tarifa, Andalusia.

Un aerogenerador és una màquina que permet transformar l'energia del vent en energia elèctrica. Quan al context és clar de què es tracta, es fa servir també col·loquialment el mot «molí», sobretot per a ginys amb aspes.

## Antecedents
Històricament s'ha aprofitat l'energia del vent per diferents usos, entre els quals cal destacar els molins de vent que servien per moldre gra, fer paper, batre el coure, bombar aigua i altres activitats industrials. A causa del baix preu dels combustibles fòssils i de la màquina de vapor, els molins de vent es van anar abandonant durant la revolució industrial. La preocupació per al medi ambient, el canvi climàtic i els inconvenients així com elpreu creixent de l'energia fòssil va revifar energies renovables, i es van recuperar energies pràcticament abandonades com l'energia eòlica.
En el cas dels aerogeneradors la força del vent és captada les aspes que fan moure un rotor, que transforma l'energia del vent en energia giratòria que mitjançant una caixa d'engranatges, anomenada multiplicador, transforma la velocitat de l'eix principal en la velocitat de gir adequada pel generador elèctric. Més sovint és un generador asíncron, que transforma l'energia mecànica en energia elèctrica de corrent altern. Com que el vent és molt variable, un dels elements més importants d'aquestes màquines és el control tant de la potència com de les revolucions a què gira el generador, ja que perquè el corrent elèctric generat pels aerogeneradors es pugui aportar a la xarxa és necessari que la freqüència estigui ben sincronitzada amb la de la xarxa elèctrica sincronitzada que a Europa és de 50 Hz.
És interessant en aquest context, els projectes per salvar els típics molins d'aigua que marquen el paisatge de Mallorca, reemplaçats ja fa anys per bombes elèctriques, i transformar-les en petits aerogeneradors. El 2005, un primer projecte a Molins de Campos no va donar els resultats esperats, però la idea continua el seu camí.

## Potencia eòlica
L'energia cinètica de l'aire ({\displaystyle w}) depèn del quadrat de la velocitat de l'aire ({\displaystyle v}) i de la seva densitat ({\displaystyle \rho }):
{\displaystyle E={\frac {1}{2}}\rho v^{2}}, en Juls per cada metre cúbic de aire.
La potència, en watt per unitat de superfície, es pot expressar com:
{\displaystyle w={\frac {1}{2}}\rho v^{3}}
Per tant, la potencia eòlica a la qual estarà exposada una turbina es determina multiplicant l'anterior expressió per l'àrea d'escombrat de la turbina, que es el cercle que abasten les aspes.
Tanmateix, l'aerogenerador no pot aprofitar tota la potència de l'aire. El límit de potència que es pot extraure està donat pel límit establert pel físic Albert Betz. Aquest límit, es deriva de la conservació de la massa i del moment d'inèrcia del flux d'aire. El límit de Betz indica que una turbina no pot pas aprofitar mes de un 59.3 % de l'energia cinètica del vent. El nombre (0,593) se'l coneix com el coeficient de Betz.
El 2017, els aerogeneradors obtenien entre un 75 % a un 80 % del límit de Betz. Un dels factors que mes influeix en que no s'arribi al 100 % del límit de Betz és la rugositat del sol, que és influïda per la presència de vegetació o edificacions en el sol, que redueixen la velocitat del vent i augmenten las turbulències de l'aire, per això, una major altura del rotor i la instal·lació en el mar (offshore) contribueixen a un millor rendiment.

## Tipus d'aerogeneradors

### Eix vertical

#### Aerogenerador Savonius

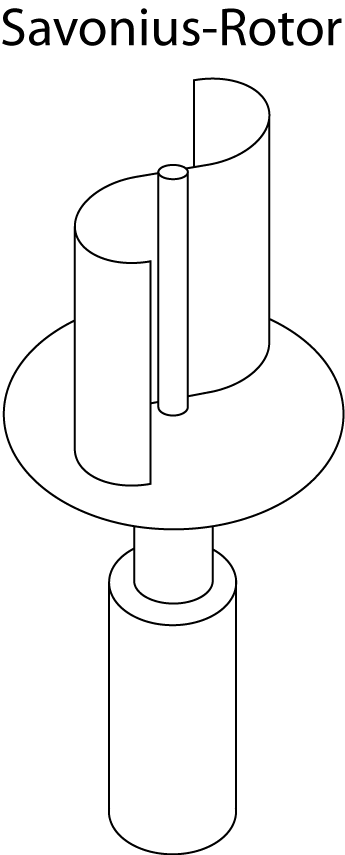
Esquema d'una turbina Savonius de dues pales.

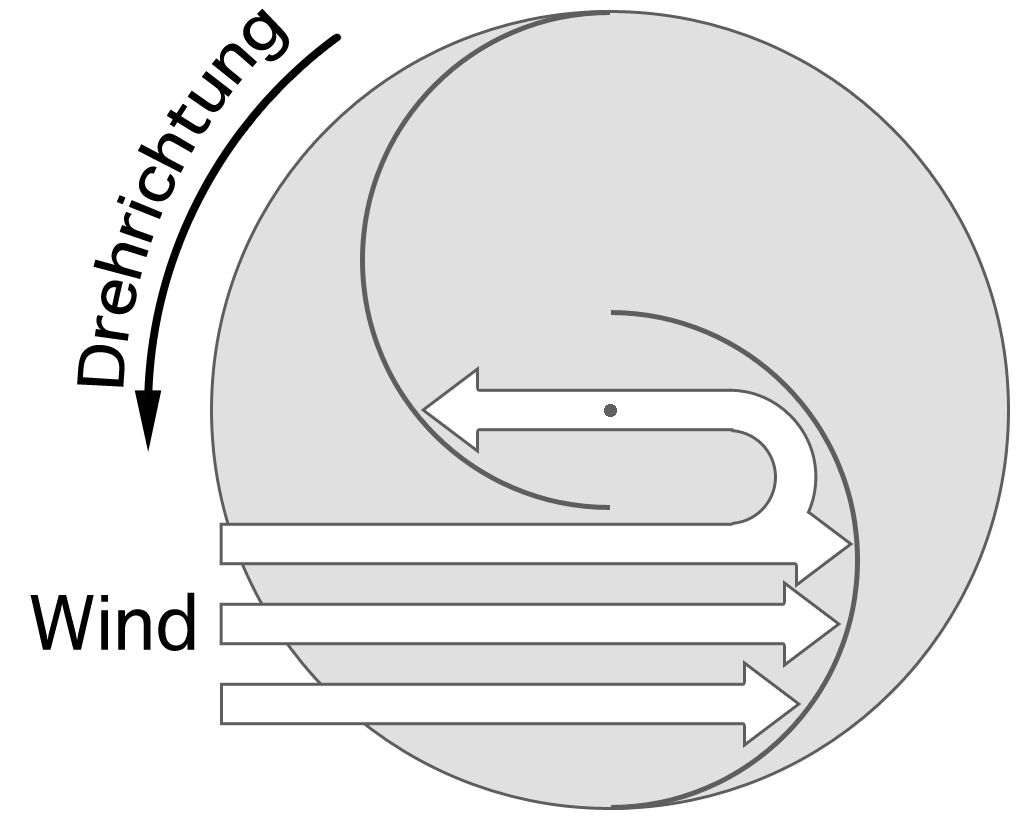
Aerogenerador Savonius

El concepte data del començament del segle xx i deu el nom al seu creador, l'enginyer finlandès, Sigurd J. Savonius. Els generadors Savonius són d'eix vertical i de baixa potència. Encara que tenen un baix rendiment, per mor de la construcció prou simple són molt útils per subministrar energia a aparells aïllats i de poc consum. Són de construcció molt simple: dos semicilindres col·locats en forma de S. El seu funcionament també és simple, la part còncava recull la força del vent, mentre que l'altre semicilindre dona la cara convexa que té menys resistència al vent i d'aquesta forma el vent fa girar el rotor i aquest, el generador, que normalment es troba a la part inferior.

#### Aerogenerador Darrieus

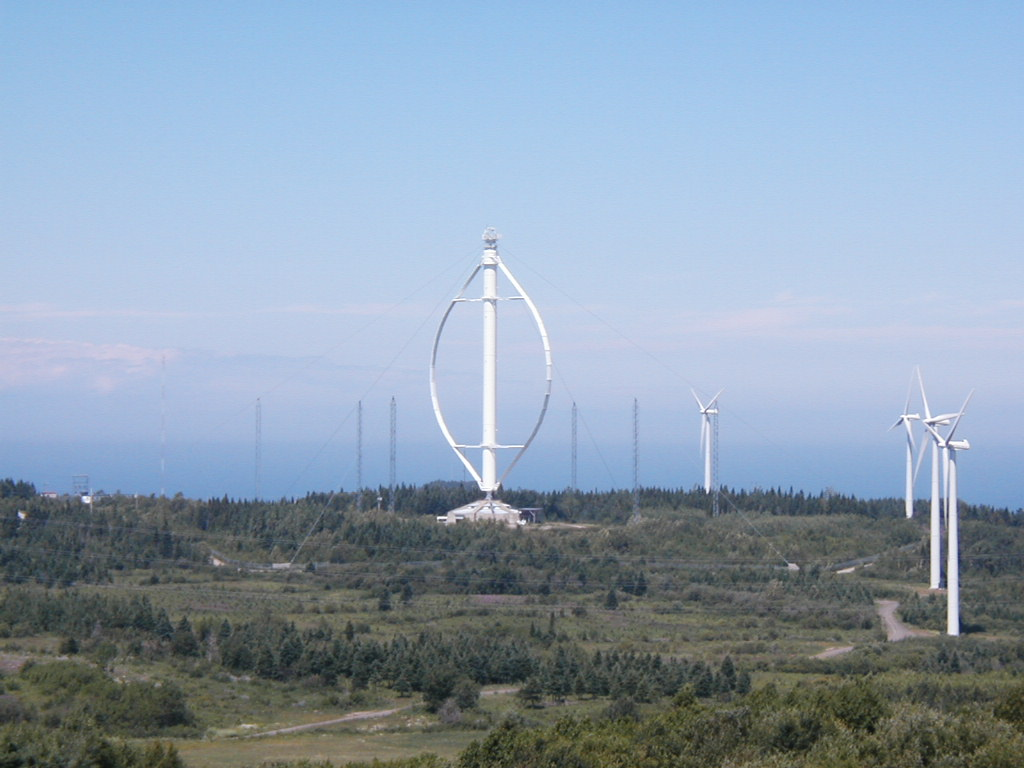
Generador del tipus Darrieus.

Els aerogeneradors Darrieus estan basats en el rotor d'eix vertical desenvolupat per l'enginyer francès Georges Darrieus. Aquests rotors presenten la particularitat que no s'engeguen sols. Cal encebar-los mitjançant un motor o rotors Savonius acoblats. Pel seu aspecte, en els països de parla anglesa se'l coneix per l'eggbeater, és a dir, la batedora.
És un sistema relativament bo, ja que té un elevat rendiment i és menester cap mecanisme d'orientació. Però encara que el manteniment del generador és fàcil, com que es troba a la base, la dificultat de construcció i de control davant de grans vents ha fet que gairebé no se'n construeixen. El generador Darrieus més gros construït mai és a Cap-Chat al Canadà. És el resultat d'un programa pioner de recerca sobre l'energia eòlica que va començar als anys 80 del segle xx. Té una alçària de 110 m i una potència de 4 MW; però, una gran ventada l'any 1992 el va avariar. Forma part d'un conjunt museístic per informar i sensibilitzar als energies renovables.

### Eix Horitzontal

#### Aerogenerador sense aspes
Format per un disc o platet adaptat a l'eix del rotor en angle, i amb un contrapès es mou per les alteracions que provoca l'aire en xocar contra aquest.

#### Aerogenerador d'aspes o molí

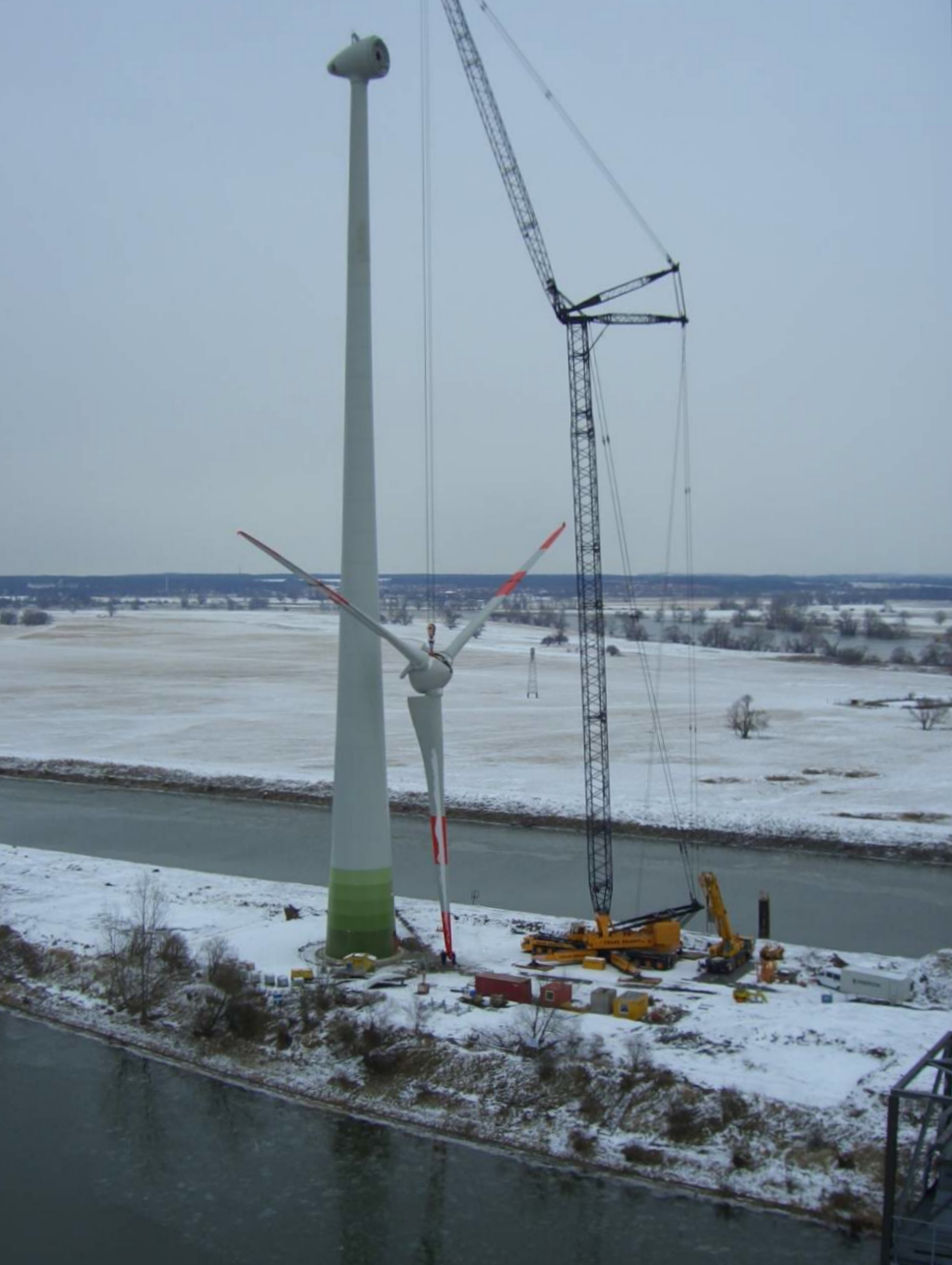
Detall del muntatge

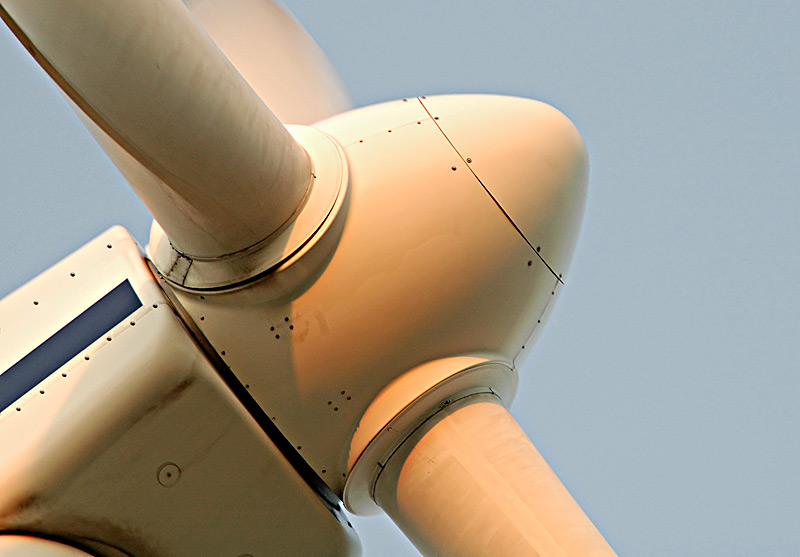
Detall de les Aspes i Boixa d'un aerogenerador

És el model més comú. Consisteix en una hèlix, generalment amb tres pales, unides a un eix horitzontal que transmet l'energia fins a un multiplicador que augmenta les revolucions perquè aquest moviment rotacional pugui ésser aprofitat pel generador i transformat en energia elèctrica.
L'interval de velocitats de vent en què un aerogenerador funciona comença amb l'anomenada velocitat de connexió, uns 3 m/s i arriba fins a la velocitat de vent màxima o de tall d'uns 24 m/s, a partir de la qual l'aerogenerador s'atura.
La potència màxima d'un aerogenerador normalment s'obté a partir d'una velocitat relativament baixa, sobre els 14 m/s, que seran els vents més habituals a la zona i aquesta potència màxima es manté fins a la velocitat de tall. Amb vents més forts el control de potència orienta les pales amb el vent de forma que l'aerogenerador s'atura amb la mateixa acció del vent, ja que si l'aparell continués girant amb vents més forts es podria fer malbé. Per aconseguir tot això és molt important controlar la potència mitjançant l'anomenat control de potència per pas variable.

### Oscil·lants
Consisteixen en una base anclada al terra amb un nucli connectat a un màstil superior que es balanceja lleugerament per l'efecte de despreniment de vèrtexs. L'electricitat s'obté mitjançant un efecte piezoelèctric a partir del moviment oscil·lant de la torre. El rendiment és més petit que els molins, però té altres avantatges: sense aspes, ni engranatges o generador, és de fabricació barata i com que no té gaire components mòbils, tindria una vida útil més llarga. És una opció encara poc coneguda i implantada tot i que tenen una afectació menor sobre les aus, una bona rendibilitat en quant a cost de l'energia segons el cost de producció i rendiment i una disminució notable de l'efecte estela quan es compara amb els aerogeneradors d'aspes o molins el que permet instal·lar més dispositius per igual superfície. El concepte, desenvolupat per David Yáñez, el 2021 va rebre el premi del Torneig d'Innovació Social (Social Innovation Tournament) de la Banc Europeu d'Inversions.

## Elements

Esquema d'una turbina eòlica:
1. Terreny
2. Connexió a la xarxa elèctrica
3. Torre de contenció
4. Escala d'accés
5. Sistema d'orientació
6. Naveta
7. Generador
8. Anemòmetre
9. Fre
10. Transmissió
11. Àleps
12. Sistema d'inclinació de la pala
13. Boixa

### Rotor
Normalment està format per tres pales que s'uneixen a l'eix per mitjà de la boixa. És una component fonamental de l'aerogenerador, com que és l'element que extreu l'energia de l'aire. També tenen molta importància els mecanismes situats a la boixa que canvien l'angle de les aspes de l'hèlix en funció de la intensitat del vent, com que són els encarregats de controlar la velocitat de gir i frenar el rotor en cas de vents excessivament forts que podrien malmetre els elements de l'aerogenerador.

### Naveta
És l'element construït d'un material lleuger situat al damunt de la columna i que conté els mecanismes mecànics, elèctrics i de control, d'entre els quals cal destacar:
- Multiplicador. Per tal que l'energia rotacional obtinguda per l'hèlix es pugui transformar en energia és necessari que tingui un elevat nombre de revolucions, com que seria impossible que les aspes giressin a aquestes revolucions, es va idear aquest mecanisme format per una sèrie d'engranatges que augmenta les revolucions fins al règim que necessita el generador.
- Generador. Es tracta d'un generador elèctric, normalment un alternador.
- Elements de Frenada. Encara que la regulació de la velocitat de gir de l'hèlix es controla per l'angle de les aspes amb l'eix, també s'incorpora un fre, normalment de disc.
- Elements de control electrònic.

## Evolució i límits dels aerogeneradors d'eix horitzontal (HAWT)
El multiplicador és una caixa d'engranatges que consta generalment de tres etapes planetàries i d'eixos paral·lels. Des de principi del segle xxi es construeixen aerogeneradors amb potències superiors al megawatt (1000 kW), la qual cosa es fa amb rotors de diàmetres superiors als 70 metres. Atès que la velocitat de punta de la pala queda limitada per problemes aerodinàmics i de soroll, la velocitat de rotació de l'eix principal esdevé cada vegada més lenta. Els generadors asíncrons estàndards tenen tres parells de pols i han de girar a una velocitat constant per produir corrent altern a una freqüència constant, essent per la freqüència usada a Europa de 50 Hz, de 1500 rpm i per als Estats Units, amb una freqüència de 60 Hz, de 1800 rpm. En conseqüència, la relació del multiplicador és cada vegada més elevada, al voltant de 100 per a màquines de 2MW. Això fa que els multiplicadors incorporin una o dues etapes planetàries, que poden produir relacions més altes.
Aquesta evolució queda significativament desviada amb l'aparició dels aerogeneradors de velocitat variable en els quals el sistema de control se serveix d'un convertidor de potència per produir electricitat a 50Hz independentment, dins d'uns marges, de la velocitat de l'eix del generador.

## Control de potència en aerogeneradors d'eix horitzontal (HAWT)
Un dels elements més importants en aquests generadors és el control de potència, com que són màquines grosses i situades en llocs molt exposats a la força del vent. També és important obtenir, del vent, el màxim rendiment possible, per la qual cosa no s'ha d'obtenir la màxima potència que hauria de ser d'uns 14 m/s. Per realitzar aquest control s'han desenvolupat tres sistemes:

### Regulació per control de pas
En aquest cas les aspes que no estan fixes a l'eix que transmet la força al multiplicador i davant de vents més forts del necessari, aquestes canvien l'angle respecte al vent de tal forma que ofereixen menys resistència al vent i el deixen passar sense oposar cap resistència. Aquest sistema de control comporta la introducció de complexes parts mòbils que augmenten el risc d'errors i requereixen un major manteniment.

### Regulació passiva per pèrdua aerodinàmica
En aquest sistema les pales estan fixes a l'eix, però s'ha realitzat un disseny molt acurat de l'aerodinàmica de les pales. El que s'intenta amb el disseny de la pala és aconseguir un perfil de tal forma que en el moment en el vent que incideixi sobre la pala sigui massa gran a la part de la pala situada a sotavent es provoqui una turbulència que vagi augmentant a mesura que augmenta la força del vent que acabi compensant la força del mateix vent. Aquest sistema de regulació precisa d'un bon disseny de les pales, però fa innecessaris parts mòbils al dins de la boixa. Això no obstant, són necessaris dispositius de frens addicionals tals com aerofrens. Actualment dues terceres parts dels aerogeneradors en funcionament porten aquest sistema.

### Regulació activa per pèrdua aerodinàmica
És un sistema molt similar al primer, les pales no estan fixes a l'eix i dins de la boixa hi ha mecanismes elèctrics o hidràulics que giren les pales en funció de la força del vent la diferència amb el primer sistema és que la direcció de gir de les pales canvia i en comptes de deixar passar més fàcilment l'aire o fa de manera contrària d'aquesta forma es produeix una pèrdua de sustentació similar al sistema passiu per pèrdua aerodinàmica, amb l'avantatge que al realitzar-se d'una forma activa en tot moment es pot controlar la potència transmesa al generador i augmentar el rendiment. Aquest és el sistema que s'està implantant cada vegada més als aerogeneradors més potents (a partir d'1 Mw).

## Impacte ambiental
En comparació amb altres fonts de producció d'energia, les instal·lacions eòliques queden més ben posicionades amb relació a les repercussions ambientals, donat que no generen substàncies tòxiques, residus sòlids, pluja àcida o l'emissió de gasos a efecte d'hivernacle, a més d'utilitzar menys recursos que les altres fonts de producció d'energia.
El desenvolupament dels aerogeneradors s'ha anat aplaçant per les objeccions amb relació a un eventual impacte ambiental i paisatgístic en l'entorn, amb relació a les alteracions al medi físic, o les degudes a l'ocupació del territori i la construcció. Per disminuir l'impacte ambiental i aprofitar millor les instal·lacions de transformació i d'evacuació de l'energia elèctrica, els aerogeneradors s'agrupen en els anomenats parcs eòlics, que tenen igualment detractors pel seu impacte paisatgístic.

## Impacte en la fauna
El 80% de les aus que viuen a prop d'aerogeneradors tenen risc de morir per xocar contra les aspes, però els animals s'acostumen ràpidament al moviment de les aspes, i les aus migratòries desvien la seva trajectòria. Uns investigadors noruecs de l'Institut Noruec d'Investigació sobre la Naturalesa han descobert que es pot reduir en un 70% el risc de mort d'aquestes aus si es pinta una aspa de color negre dels aerogeneradors, i pintar patrons visuals concèntrics en forma d'ulls a prop de la base pot reduir el nombre d'ocells a prop dels aerogeneradors.